# Lajos Tichy
Lajos Tichy (født 21. marts 1935, død 6. januar 1999) var en ungarsk fodboldspiller. Han spillede for klubben Budapest Honvéd FC i hele sin karriere, hvor han scorede 247 mål i 320 ligakampe. Han scorede også 51 mål i 72 landskampe for Ungarns fodboldlandshold, herunder fire ved VM i fodbold 1958 og tre ved VM i fodbold 1962. Han blev senere træner for Budapest Honvéd FC.